# Centre de formation de l'AJ Auxerre
Le Centre de formation de l'AJ Auxerre est basé à Auxerre. Il y forme des jeunes footballeurs dans le but de les faire passer professionnels sous les couleurs de l'AJ Auxerre.

## Historique
En 1979, l'AJA atteint la finale de la Coupe de France. Cette épopée rapporte un million deux cent mille francs de bénéfice au club bourguignon. Forte de ce pactole l'AJA hésite entre le recrutement d'Olivier Rouyer et le rachat de la ferme Râteau, lieu ou sera érigé le centre de formation. Jean-Claude Hamel et Guy Roux optent pour la construction du centre de formation. Ce centre disposera d'un centre d'hébergement et de deux terrains gazonnés. 

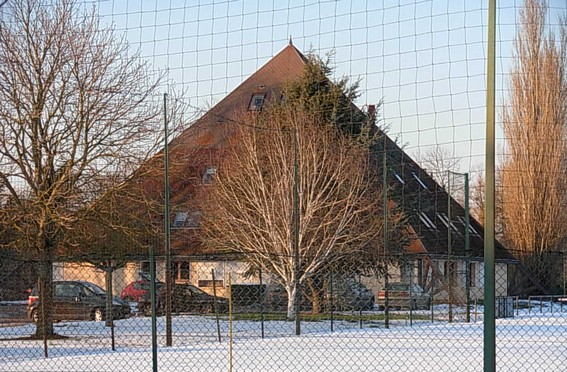
L'ancien centre de formation de l'AJ Auxerre.

Le centre d’hébergement de par sa forme pyramidale est appelé la « pagode ». La pagode est dessinée par l'architecte Jean Pierre Bosquet. La première pierre est posée le 7 décembre 1981. Le centre est officiellement inauguré le 27 septembre 1982. Il fonctionne déjà depuis un mois. Pour cette inauguration, Fernand Sastre (président de la FFF), Georges Boulogne (directeur technique national), Jean Garnault (trésorier de la FFF), Marc Bourrier (adjoint de Michel Hidalgo, le sélectionneur national) ainsi que Jean-Pierre Soisson (maire d'Auxerre) sont présents. 
Pour diriger le centre de formation, l'AJA fait appel à Daniel Rolland. La première promotion de l'AJA comporte notamment dans ses rangs Éric Cantona, Basile Boli, Roger Boli, Pascal Vahirua, Frédéric Darras, Stéphane Mazzolini, Raphaël Guerreiro, Patrice Garande, Jean-Marc Ferreri. 
La politique de formation de l’AJA porte rapidement ses fruits. En effet l’AJA remporte le titre de champion de France cadets en 1983. Ce succès est suivi de nombreuses victoires en Coupe Gambardella ou dans les différentes compétitions de jeunes. 
En 1990, le centre s'agrandit avec la création d'un centre d’hébergement pour les 15-16 ans. En 1992, l'AJA se dote d’une salle de football couverte.
À ce jour de nombreux joueurs ont été formés à l'AJA. Certains sont passés professionnels mais beaucoup d'autres n'ont pas réussi à franchir ce cap. Mais ces joueurs qui échouent peuvent rebondir dans d'autres clubs comme Cédric Liabeuf, Sébastien Heitzmann. 
Avec la mondialisation du football et la mise en place de l'arrêt Bosman, l'AJA est soumise à une rude concurrence. Certains joueurs n'hésitent pas à quitter le centre sans y achever leur formation. Ils connaissent alors des fortunes diverses comme Youssef Sofiane et Mohamed Sissoko.
Le centre de formation sert aussi de modèle pour d'autres clubs. Ainsi depuis 2005 le club a signé un accord avec le club bulgare, le PFK Litex Lovetch qui a ouvert un centre de formation avec 150 élèves, suivant les conseils de Daniel Rolland et Bernard Turpin, formateurs à l'AJ Auxerre. Ces liens ont favorisé le transfert du joueur macédonien, Robert Popov qui évoluait au Litex Lovetch. L'AJ Auxerre a également contribué à la création d'un centre de formation en République du Congo afin d'aider au développement du football dans ce pays. Le Congo a ainsi organisé et remporté la Coupe d'Afrique des nations junior 2007 se qualifiant ainsi pour la Coupe du monde de football des moins de 20 ans 2007. L'AJA a ensuite recruté quatre jeunes congolais issus de ce centre de formation. L'AJ Auxerre possède aussi des partenariats avec des clubs franciliens pour y dénicher les futurs talents : Brétigny-sur-Orge dans l'Essonne, Le Perreux-sur-Marne dans le Val-de-Marne, ou encore le Cergy-Pontoise Football Club dans le Val-d'Oise.
Lancé en juin 2011, achevé en mars 2013 et inauguré le 8 septembre 2014, un nouveau centre de formation prend place. Ce projet a pour but de posséder un centre de formation capable de rivaliser avec les meilleurs centres français.

## Bilan saison par saison de l'équipe réserve
| Saison    | Div.                   | Class. |
| 1976-1977 | DH Bourgogne           | 8e     |
| 1977-1978 | D3 Centre              | 11e    |
| 1979-1980 | D3 Centre              | 4e     |
| 1980-1981 | D3 Centre              | 2e     |
| 1981-1982 | D3 Centre              | 1er    |
| 1982-1983 | D3 Centre              | 2e     |
| 1983-1984 | D3 Centre              | 1er    |
| 1984-1985 | D3 Centre              | 1er    |
| 1985-1986 | D3 Centre              | 1er    |
| 1986-1987 | D3 Centre              | 3e     |
| 1987-1988 | D3 Centre              | 1er    |
| 1988-1989 | D3 Centre              | 2e     |
| 1989-1990 | D3 Centre              | 1er    |
| 1990-1991 | D3 Centre              | 1er    |
| 1991-1992 | D3 Centre              | 1er    |
| 1992-1993 | D3 Centre              | 1er    |
| 1993-1994 | National 2, Groupe D   | 1er    |
| 1994-1995 | National 2, Groupe C   | 1er    |
| 1995-1996 | National 2, Groupe C   | 1er    |
| 1996-1997 | National 2, Groupe D   | 1er    |
| 1997-1998 | CFA, Groupe D          | 1er    |
| 1998-1999 | CFA, Groupe A          | 1er    |
| 1999-2000 | CFA, Groupe A          | 1er    |
| 2000-2001 | CFA, Groupe D          | 3e     |
| 2001-2002 | CFA, Groupe D          | 1er    |
| 2002-2003 | CFA, Groupe A          | 4e     |
| 2003-2004 | CFA, Groupe A          | 3e     |
| 2004-2005 | CFA, Groupe A          | 4e     |
| 2005-2006 | CFA, Groupe A          | 3e     |
| 2006-2007 | CFA, Groupe D          | 4e     |
| 2007-2008 | CFA, Groupe B          | 8e     |
| 2008-2009 | CFA, Groupe A          | 8e     |
| 2009-2010 | CFA, Groupe D          | 10e    |
| 2010-2011 | CFA, Groupe B          | 9e     |
| 2011-2012 | CFA, Groupe A          | 4e     |
| 2012-2013 | CFA, Groupe B          | 16e    |
| 2013-2014 | CFA 2, Groupe D        | 8e     |
| 2014-2015 | CFA 2, Groupe E        | 1er    |
| 2015-2016 | CFA, Groupe B          | 3e     |
| 2016-2017 | CFA, Groupe C          | 14e    |
| 2017-2018 | National 3, Groupe BFC | 2e     |
| 2018-2019 | National 3, Groupe BFC | 3e     |
| 2019-2020 | National 3, Groupe BFC | 1er    |
| 2020-2021 | National 2             |        |

### Transferts des joueurs formés au club les plus coûteux
Le tableau ci-dessous synthétise les plus grosses ventes de joueurs formés au club dans l'histoire du club bourguignon.
Les indemnités exposées ci-dessous correspondent aux chiffres sortis dans la presse et ne sont donc qu'indicatives. Ils ne comprennent pas certains bonus ou pourcentage à la revente qui peuvent être appliqués par la suite.
| Cessions |                        |           |                      |                  |        |
| Rang     | Joueurs                | Indemnité | Destination          | Date             | Source |
| 1er      | Djibril Cissé          | 21 M€     | Liverpool FC         | 1er juillet 2004 | [ 14 ] |
| 2e       | Younès Kaboul          | 12 M€     | Tottenham Hotspur FC | 5 juillet 2007   | [ 15 ] |
| 3e       | Jean Harisson Marcelin | 10 M€     | AS Monaco            | 30 janvier 2020  | [ 16 ] |
| 4e       | Bacary Sagna           | 9 M€      | Arsenal FC           | 12 juillet 2007  | [ 17 ] |
| 5e       | Philippe Mexès         | 7 M€      | AS Rome              | 17 juin 2004     | [ 18 ] |
| 6e       | Evan Ndicka            | 5,5 M€    | Eintracht Francfort  | 5 juillet 2018   | [ 19 ] |
| 7e       | Alain Traoré           | 5 M€      | FC Lorient           | 21 juillet 2012  | [ 20 ] |
| 8e       | Paul-Georges Ntep      | 4,5 M€    | Stade rennais FC     | 30 janvier 2014  | [ 21 ] |
| 8e       | Bernard Diomède        | 4,5 M€    | Liverpool FC         | 8 juin 2000      | [ 22 ] |
| 10e      | Delvin Ndinga          | 4 M€      | AS Monaco FC         | 29 juin 2012     | [ 23 ] |
| 10e      | Lamine Fomba           | 4 M€      | Nîmes Olympique      | 20 août 2019     | [ 24 ] |

1. ↑  Le transfert est estimé à 14 M£ soit environ 21 M€.
2. ↑  Le transfert est estimé à 8 M£ soit environ 12 M€.
3. ↑  Le transfert est estimé à 6 M£ soit environ 9 M€.

Mis à jour le 2 juin 2020.

## Récompense
Les succès du centre de formation de l'AJA s’accompagnent d'une reconnaissance de la part du monde du football. Le magazine France Football récompense l'AJA pour sa politique de jeunes en 1982, 1986, 1987, 1988, 2001. Le club est même déclaré « Meilleur Centre de formation » en 1980, 1981, 1984, 1986, 1991, 1993, 1999, et 2004 par le classement de la DTN.

## Liste des internationaux formés à l'AJA
L'AJA a fourni de nombreux joueurs aux équipes nationales. Certains d'entre eux ont même été formés au club. 
Dix-sept joueurs formés au club ont porté le maillot de l'équipe de France A : Basile Boli, Éric Cantona, Lionel Charbonnier, Christophe Cocard, Djibril Cissé, Abou Diaby, Bernard Diomède, Jean-Marc Ferreri, Alain Goma, Younès Kaboul, Olivier Kapo, Bruno Martini, Philippe Mexès, Paul-Georges Ntep, William Prunier, Bacary Sagna, Pascal Vahirua.
L'AJ Auxerre a également formé quatorze internationaux africains : Kuami Agboh (Togo), Serge Akakpo (Togo), Hardy Binguila (Congo), Charlevy Mabiala (Congo), Azrack Mahamat (Tchad), Christopher Missilou  (Congo), Delvin Ndinga (Congo), Paul-Georges Ntep (Cameroun), Jacques-Désiré Périatambée (Maurice), Jean-Joël Perrier-Doumbé (Cameroun), Alain Traoré (Burkina Faso), Bertrand Traoré (Burkina Faso), Mohamed Sissoko (Mali), Hassan Yebda (Algérie), Evan Ndicka (Côte d’Ivoire), Sébastien Haller (Côte d’Ivoire), Willy Boly (Côte d’Ivoire), 